# Bryan Robson
Bryan Robson OBE (født 11. januar 1957 i Chester-le-Street, England) er en engelsk fodboldtræner og tidligere spiller. Han er bedst kendt for sit spil på midtbanen for Manchester United, hvor han var den længst aktive anfører i klubbens historie. Han har tidligere været været manager for Sheffield United, før han blev fyret fra førsteholdskampe den 14. februar 2008. I marts 2008 vendte Robson tilbage til Manchester United som ambassadør for klubben.
Robson begyndte sin karriere i West Bromwich Albion, før han flyttede til Manchester United, hvor han var anfører i tre FA Cup og en Pokalvindernes Cup. Han vandt også to FA Premiership-bindermedaljer. Ved slutningen af sin spillerkarriere tog han til Middlesbrough, hvor han blev spiller-træner. Robson havde en god målscoringsrekord, han kunne tackle og ligge indlæg godt, og så var han også god til hovedstød. Han repræsenterede England ved 90 lejligheder, der gjorde ham til den spiller der har spillet seksflest kampe for England nogensinde., og han er den der har scorede elleveflest mål, da han har nettet 26 gange. Robson var anfører for sit land 65 gange; kun Bobby Moore og Billy Wright har været anfører for England i flere kampe. Robson er også kendt under kælenavnene 'Robbo' og 'Captain Marvel'.
Robson begyndte sin trænerkarriere i Middlesbrough i 1994, selvom han ikke stoppede med at spille inden 1997. I syv år som Middlesbrough-træner, fik han dem til tre Wembley-finaler, som de tabte alle sammen, og han fik dem også rykket op i Premier League to gange. Han vendte senere tilbage til West Bromwich Albion i to år som manager, hvor han hjalp dem med at blive det første topdivisionshold i 14 år til at undgå nedrykning efter at ligge i bunden i ligaen på Juledag. Mindre succes var der i hans kortvarige periode som træner i Bradford City og Sheffield United, det sidstnævnte hold var trænede han kun i seks måneder og sluttede med en nedrykning fra hvad der nu hedder Football League Championship. Siden 23. september 2009 har Robson været landstræner i Thailand.